# 醫院波
醫院波是一個體育術語，直譯自英文「Hospital pass」。醫院波一詞用於多種球類活動，如足球、欖球、澳式足球等。本意指容易造成接應隊友受傷的傳球。當一位球員向隊友傳球，但接應隊友身傍其實已經有對方球員；讓對方球員有機搶截，引到對方球員向接應隊友身體碰撞而使隊友受傷「入醫院」。
在中文中，醫院波除了以上解釋外，更進一步引伸致形容指不到位、不恰當的傳球，可導致隊友接應傳球時容易受傷之餘，也有機會令球隊輸分的錯誤傳球。